# Course en ligne masculine des juniors aux championnats du monde de cyclisme sur route 2013
Navigation
Fauquemont 2012 Ponferrada 2014
La course en ligne masculine des juniors aux championnats du monde de cyclisme sur route aux championnats du monde de cyclisme sur route 2013 a eu lieu le 28 septembre 2013 dans la région de la Toscane, en Italie.

## Classement
|                           | Coureur               | Pays        |    | Temps           |
| ------------------------- | --------------------- | ----------- | -- | --------------- |
| Médaille d'or, monde      | Mathieu van der Poel  | Pays-Bas    | en | 3 h 33 min 14 s |
| Médaille d'argent, monde  | Mads Pedersen         | Danemark    | +  | 3 s             |
| Médaille de bronze, monde | Iltjan Nika           | Albanie     |    | 3 s             |
| 4                         | Logan Owen            | États-Unis  |    | 3 s             |
| 5                         | Lorenzo Rota          | Italie      |    | 3 s             |
| 6                         | Lucas Eriksson        | Suède       |    | 3 s             |
| 7                         | Scott Davies          | Royaume-Uni |    | 3 s             |
| 8                         | Artem Nych            | Russie      |    | 3 s             |
| 9                         | Sergey Shemyakin      | Kazakhstan  |    | 3 s             |
| 10                        | Benjamin Brkic        | Autriche    |    | 3 s             |
| 11                        | Lorenzo Fortunato     | Italie      |    | 3 s             |
| 12                        | Gracjan Szeląg        | Pologne     |    | 3 s             |
| 13                        | Anatoliy Budyak       | Ukraine     |    | 3 s             |
| 14                        | Anders Skaarseth      | Norvège     |    | 3 s             |
| 15                        | Daniel Martínez       | Colombie    |    | 3 s             |
| 16                        | Aleksandr Riabushenko | Biélorussie |    | 3 s             |
| 17                        | Victor Langellotti    | Monaco      |    | 3 s             |
| 18                        | Piotr Konwa           | Pologne     |    | 3 s             |
| 19                        | Robert Power          | Australie   |    | 3 s             |
| 20                        | Franck Bonnamour      | France      |    | 3 s             |
| 21                        | Jonas Abrahamsen      | Norvège     |    | 3 s             |
| 22                        | Alessandro Fedeli     | Italie      |    | 8 s             |
| 23                        | Caio Godoy            | Brésil      |    | 8 s             |
| 24                        | Simone Velasco        | Italie      |    | 1 min 0 s       |
| 25                        | Christoffer Lisson    | Danemark    |    | 1 min 9 s       |
| 26                        | Matic Šafaric Kolar   | Slovénie    |    | 1 min 9 s       |
| 27                        | Julian Schulze        | Allemagne   |    | 1 min 9 s       |
| 28                        | Geoffrey Curran       | États-Unis  |    | 1 min 9 s       |
| 29                        | Alfredo Santoyo       | Mexique     |    | 1 min 9 s       |
| 30                        | Evgeny Kobernyak      | Russie      |    | 1 min 9 s       |
| 31                        | Juan Felipe Osorio    | Colombie    |    | 1 min 9 s       |
| 32                        | Sam Oomen             | Pays-Bas    |    | 1 min 9 s       |
| 33                        | Pietro Andreoletti    | Italie      |    | 2 min 5 s       |
| 34                        | Mark Padun            | Ukraine     |    | 2 min 7 s       |
| 35                        | Laurens De Plus       | Belgique    |    | 2 min 7 s       |
| 36                        | Daniel Fitter         | Australie   |    | 2 min 24 s      |
| 37                        | Kristjan Kumar        | Slovénie    |    | 2 min 40 s      |
| 38                        | Piet Allegaert        | Belgique    |    | 2 min 40 s      |
| 39                        | Nikolay Cherkasov     | Russie      |    | 3 min 34 s      |
| 40                        | Carlos Giménez        | Venezuela   |    | 3 min 41 s      |
| 41                        | Stef Krul             | Pays-Bas    |    | 3 min 57 s      |
| 42                        | Nathan Van Hooydonck  | Belgique    |    | 3 min 57 s      |
| 43                        | David Rivière         | France      |    | 3 min 57 s      |
| 44                        | Rémy Rochas           | France      |    | 3 min 59 s      |
| 45                        | Yonas Tekeste         | Érythrée    |    | 3 min 59 s      |
| 46                        | William Barta         | États-Unis  |    | 3 min 59 s      |
| 47                        | Alex Aranburu         | Espagne     |    | 3 min 59 s      |
| 48                        | Kristian Aasvold      | Norvège     |    | 3 min 59 s      |
| 49                        | Patrick Müller        | Suisse      |    | 3 min 59 s      |
| 50                        | Mathias Van Gompel    | Belgique    |    | 3 min 59 s      |